# Eleições legislativas na Sérvia em 2007

As primeiras eleições parlamentares sérvias depois da cisão com o Montenegro tiveram lugar no dia 21 de Janeiro de 2007. A decisão sobre o futuro estatuto do Kosovo será tomada somente depois das eleições, alegadamente para evitar o risco de o Partido Radical Sérvio ganhar as eleições com maioria absoluta. 
Os Partidos das Minorias Étnicas não necessitam ultrapassar os 5% dos votos para conseguir assentos, bastando para isso conseguirem 0.4 % dos votos. Pela primeira vez na última década partidos albaneses de Preševo Valley participam nas eleições, mas os albaneses do Kosovo mantém o boicote às eleições sérvias.
O Partido Radical Sérvio foi o partido mais votado, mas sem verdadeiras expectativas de entrar no governo. O Partido Democrático, do presidente Boris Tadic, foi o grande vencedor, passando para os 22,7% dos votos e, assim, podendo formar governo com outros partidos pró-europeístas e democráticos.

## Resultados oficiais
| Partido                 | Partido                                   | Votos     | %    | +/-  | Deputados | +/-  |
| ----------------------- | ----------------------------------------- | --------- | ---- | ---- | --------- | ---- |
|                         | Partido Radical Sérvio                    | 1 153 453 | 28,6 | 1,0  | 81 / 250  | 1    |
|                         | Partido Democrático                       | 915 854   | 22,7 | 10,1 | 64 / 250  | 38   |
|                         | Partido Democrático da Sérvia-Nova Sérvia | 667 615   | 16,6 | 1,1  | 47 / 250  | 15   |
|                         | G17 Plus                                  | 275 041   | 6,8  | 4,7  | 19 / 250  | 12   |
|                         | Partido Socialista da Sérvia              | 227 580   | 5,6  | 2,0  | 16 / 250  | 6    |
|                         | Partido Liberal Democrata + Aliados       | 214 262   | 5,3  | Novo | 15 / 250  | Novo |
|                         | Movimento do Renascimento Sérvio          | 134 147   | 3,3  | 4,4  | 0 / 250   | 13   |
|                         | Partido dos Pensionistas Unidos da Sérvia | 125 324   | 3,1  | -    | 0 / 250   | -    |
|                         | Movimento da Força da Sérvia              | 70 727    | 1,8  | Novo | 0 / 250   | Novo |
|                         | Aliança dos Húngaros de Vojvodina         | 52 510    | 1,3  | -    | 3 / 250   | -    |
|                         | Lista por Sandžak                         | 33 823    | 0,8  | -    | 2 / 250   | -    |
|                         | União Roma da Sérvia                      | 17 128    | 0,4  | -    | 1 / 250   | -    |
|                         | Coligação Albanesa                        | 16 973    | 0,4  | -    | 1 / 250   | -    |
|                         | Partido Roma                              | 14 631    | 0,4  | -    | 1 / 250   | -    |
|                         | Outros                                    | 48 249    | 1,2  |      | 0 / 250   |      |
| Votos Inválidos         | Votos Inválidos                           | 66 269    | 1,6  | 0,3  |           |      |
| Total                   | Total                                     | 4 033 586 | 100  |      | 250       |      |
| Eleitorado/Participação | Eleitorado/Participação                   | 6 652 105 | 60,6 | 1,9  |           |      |